# Nicholas Nickleby
Nicholas Nickleby é um romance escrito pelo autor inglês Charles Dickens no período de 1838 a 1839. Dickens tirou partido de seu treino jornalístico ao escrever esta obra ficcional, chegando a visitar locais de ensino com o fim de retratar fielmente as situações difíceis a que se submetiam os órfãos tutorados temporariamente pelo protagonista.

## Enredo
O romance retrata os percalços de um jovem britânico, Nicholas Nickleby que, com a morte do pai, se tornou responsável pela família composta pela sua mãe e irmã. Nicholas, porém, não tinha emprego nem dinheiro e a sua mãe escreve a Ralph Nickleby, irmão do seu recém-falecido marido, solicitando-lhe ajuda. Ralph é um homem desalmado, com muito dinheiro e amigos desagradáveis e perigosos. A sua ajuda tem um quê de crueldade, levando Nicholas a separar-se do seu seio familiar e a experienciar situações muito dolorosas. O jovem, porém, digno e sensível, direcciona os seus esforços para ajudar a sua família e os seus amigos, que, directa ou indirectamente, passam a ter as suas vidas atormentadas pelas acções do tio Ralph.

## Adaptações
O livro foi adaptado para o filme de 2002 de mesmo titulo dirigido por Douglas McGrath.